# Solânea
Solânea là một đô thị thuộc bang Paraíba, Brasil. Đô thị này có diện tích 265,921 km², dân số năm 2007 là 32716 người, mật độ 121,6 người/km².